# Xanthorhoe castanea
Xanthorhoe castanea là một loài bướm đêm trong họ Geometridae.